# Musée de la Compagnie des Indes
Le musée de la Compagnie des Indes est le musée d'art et d'histoire de la ville de Lorient, situé à Port-Louis (Morbihan).
Consacré à l'histoire de la ville de Lorient et des compagnies des Indes aux XVIIe et XVIIIe siècles, il est implanté dans la citadelle de Port-Louis, face au musée national de la Marine de Port-Louis, depuis 1984.

## Histoire
Le premier musée de la ville de Lorient était un musée des beaux-arts fondé en 1879 par le maire Gustave Ratier et installé, dans un premier temps, à la Halle au Beurre de Lorient. Le musée déménagea une première fois, en 1911, dans l'ancien musée Dousdebès de Lorient puis, en 1939, à la Cité des Œuvres Sociales. Bombardé à partir de 1941, le musée des beaux-arts de la ville de Lorient ferma au public pendant la guerre et ne rouvrit jamais.
Dans son élan de reconstruction après la guerre, la ville de Lorient s’intéressa à son rôle à l’époque de la Compagnie des Indes. En 1966, pour célébrer le tricentenaire de la ville, un comité de personnalités lorientaises organisa l’exposition Lorient et la Mer qui connut un grand succès. Le Comité du Tricentenaire, propriétaire d’une partie des œuvres exposées, en fit don à la municipalité en 1967 et évolua pour devenir l’Association des Amis du musée de Lorient, prévoyant la création d’un musée consacré à l’histoire maritime de la ville.
André Garrigues, conservateur de la bibliothèque de Lorient et membre fondateur du Comité du Tricentenaire, fut chargé de la création d'un musée consacré aux compagnies des Indes et à l'histoire de Lorient. En 1984, huit premières salles ouvrirent au public dans la citadelle de Port-Louis, de l'autre côté de la rade de Lorient. Le musée de la Compagnie des Indes fut officiellement inauguré en novembre 1985, avec l'achèvement complet de toutes les salles. Il s'agit du seul musée en France consacré aux compagnies des Indes.
Le parcours et la scénographie ont été revus en 2007 pour offrir un cheminement clarifié, mettant en valeur les collections tout en incluant de nouvelles thématiques. La muséographie évolue très régulièrement pour mettre en valeur les riches collections du musée. Celui-ci organise également des conférences, des colloques, des publications et des activités pédagogiques adaptées à tous les types de publics.

## Collections
Les collections du musée de la Compagnie des Indes se sont constituées à partir des objets présentés à l'exposition Lorient et la Mer de 1966, ainsi qu'à partir de nombreux dépôts d'œuvres de musées nationaux (musée Guimet, musée du Louvre, musée national des arts d'Afrique et d'Océanie, château de Versailles, musée de Cluny). Elles permettent d'évoquer l'histoire de la ville de Lorient et des compagnies européennes de commerce maritime aux XVIIe et XVIIIe siècles.

### Avant les compagnies de commerce maritime
La première salle du musée évoque les origines du commerce entre l'Europe et l'Asie, à travers les Routes de la soie puis la Route des Indes à partir du XVIe siècle. Un mingqi chinois de la dynastie Tang, représentant un chameau, évoque les caravanes de marchands traversant l'Asie Centrale pendant l'Antiquité et le Moyen Âge.

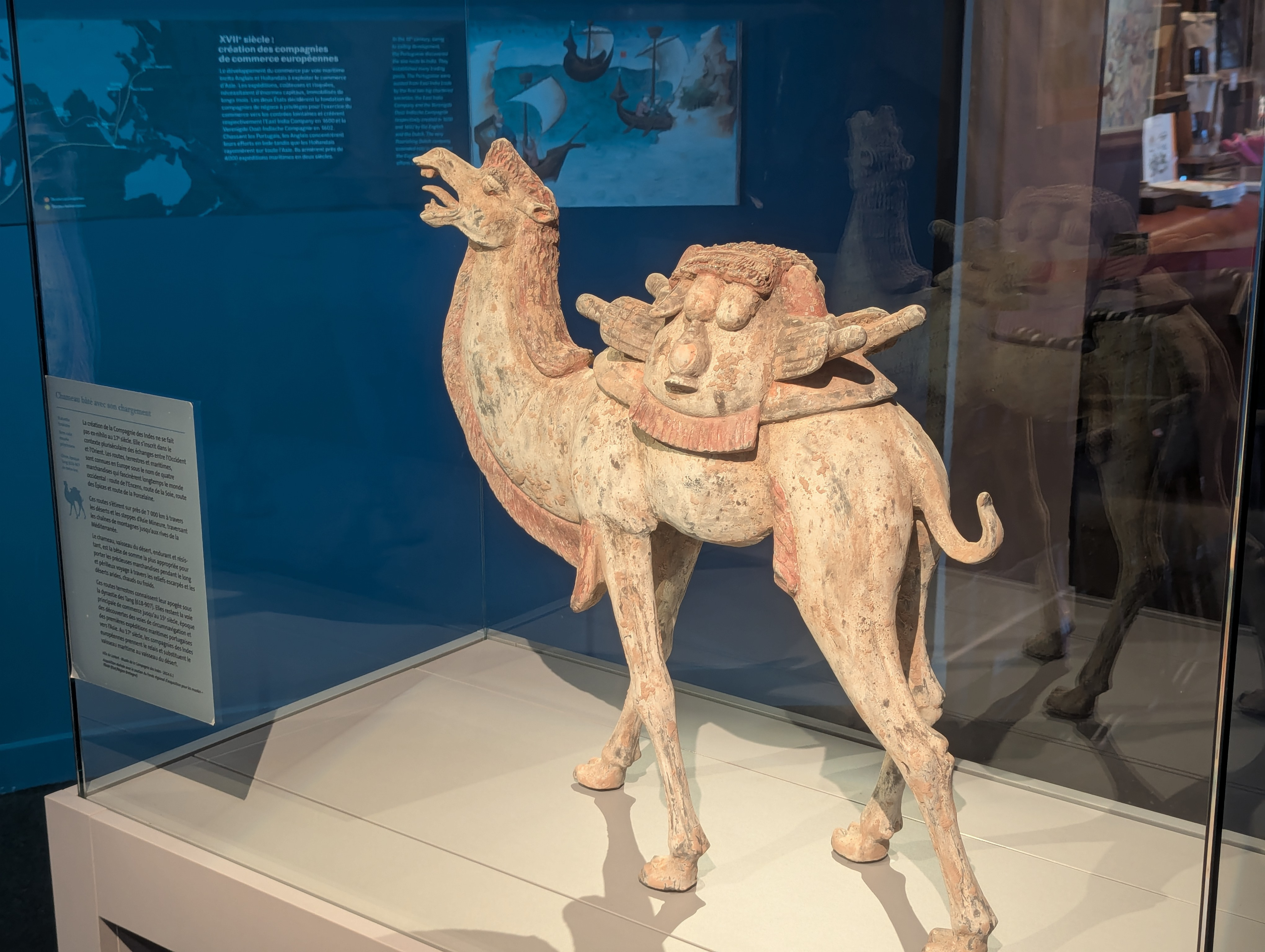
Mingqi chinois représentant un chameau, dynastie Tang (618-907), terre cuite polychrome.

### Naissance de la Compagnie des Indes et du port de Lorient
Cet espace retrace l'histoire des compagnies françaises des Indes orientales : la Compagnie française des Indes orientales (1664-1719), la Compagnie perpétuelle des Indes (1719-1769) et la Compagnie de Calonne (1785-1793). Il évoque les origines du port de Lorient, fondé en juin 1666 par la Compagnie françaises des Indes, ainsi que ses acteurs sous l'Ancien Régime. 

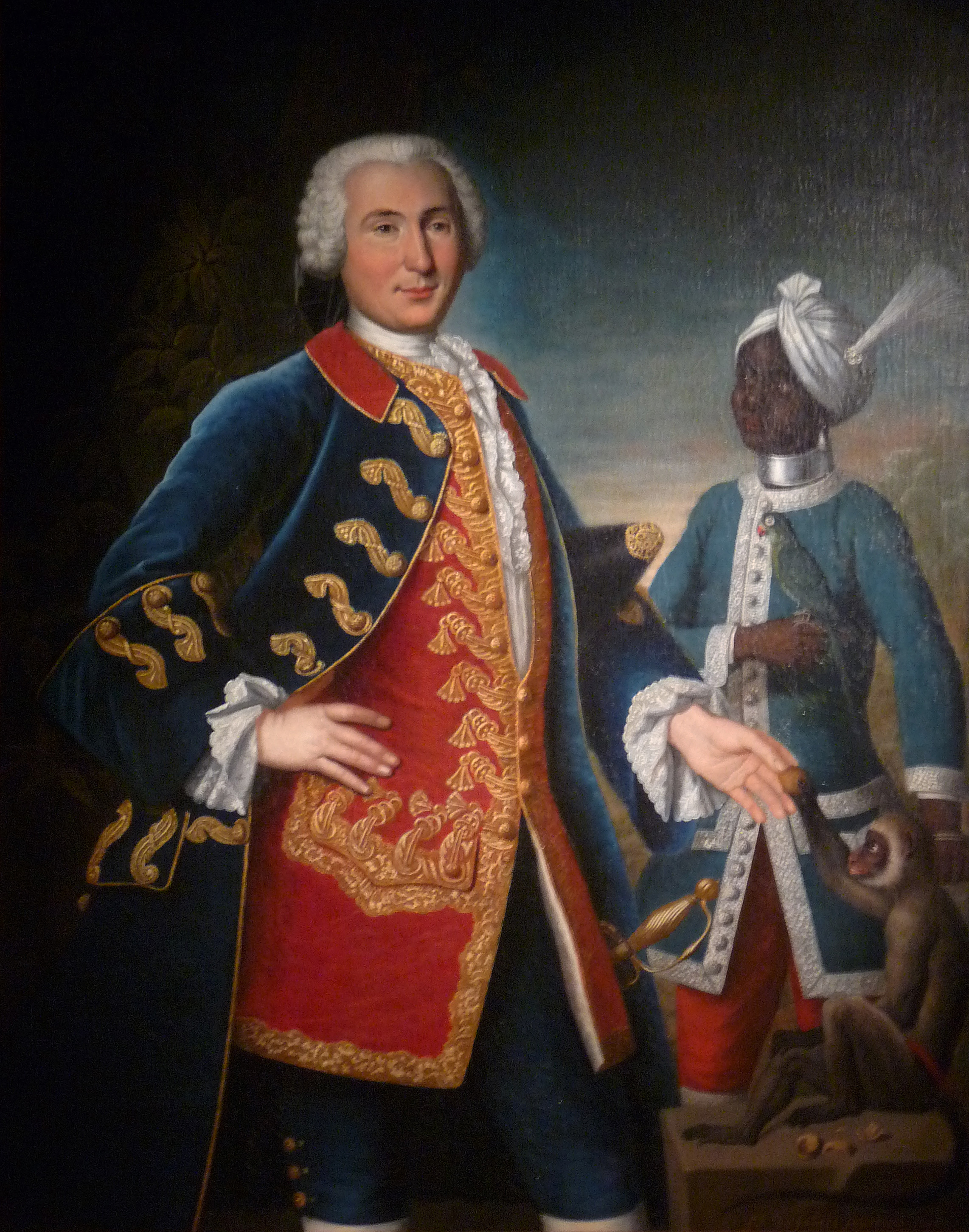
Portrait du capitaine de Vire du Liron de Montivers en compagnie d'un esclave, par François-Dagobert Jouvenet, 1750[5].
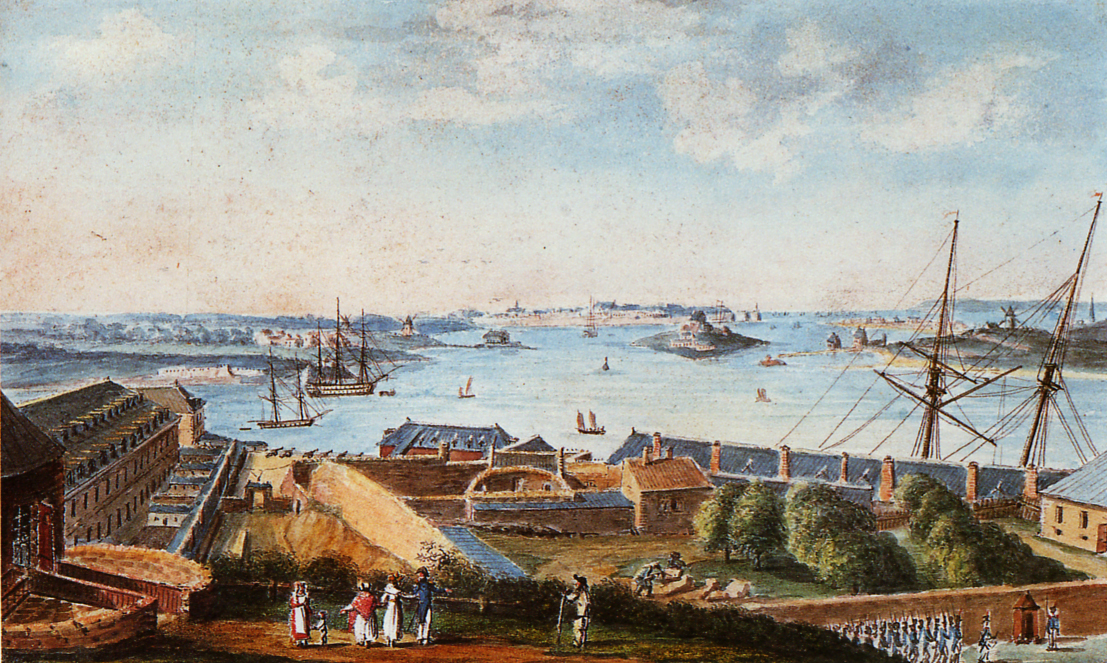
Le port et la rade de Lorient vers 1800.
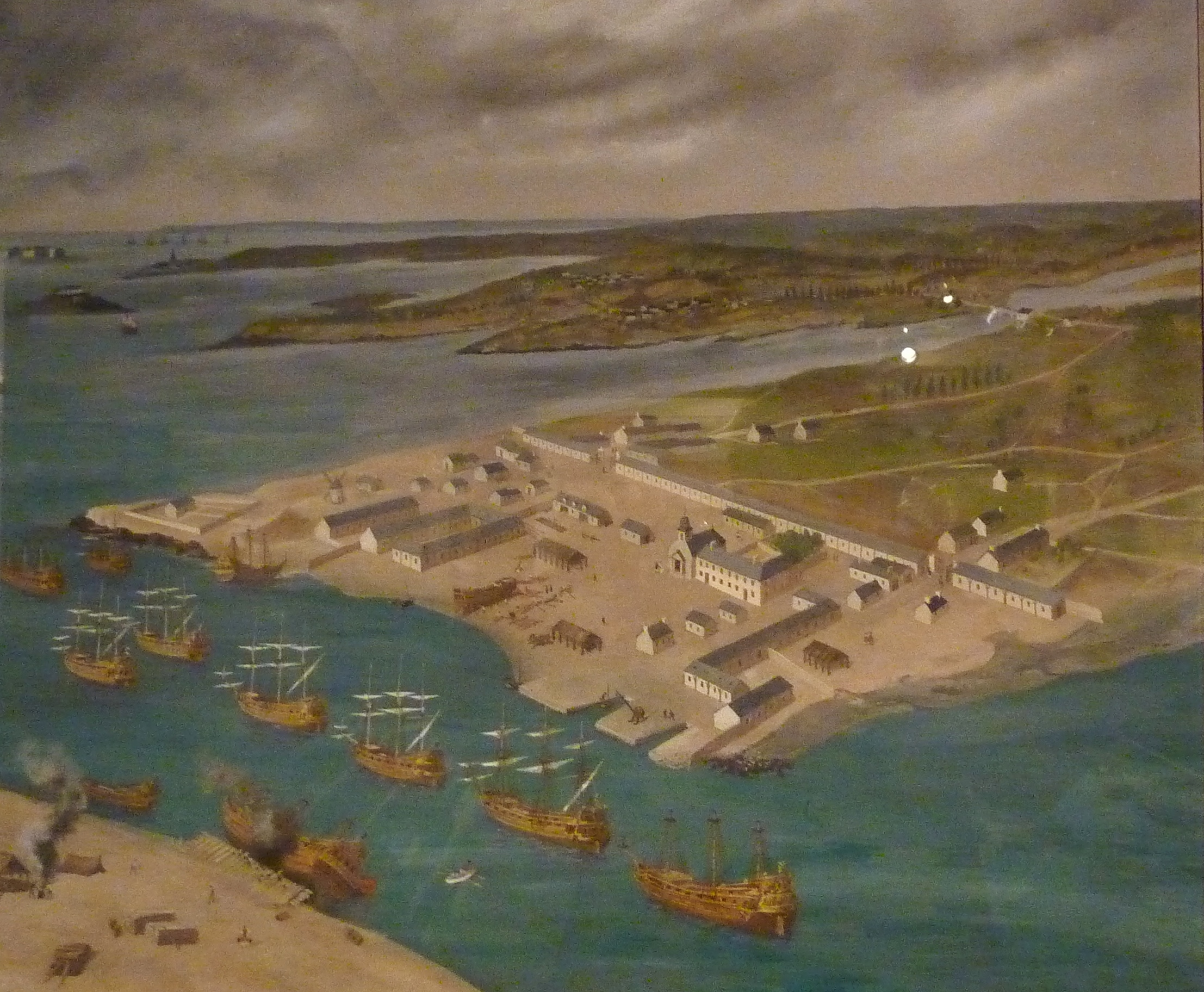
Port de Lorient en 1690 par Henri-Yves Jacquin.
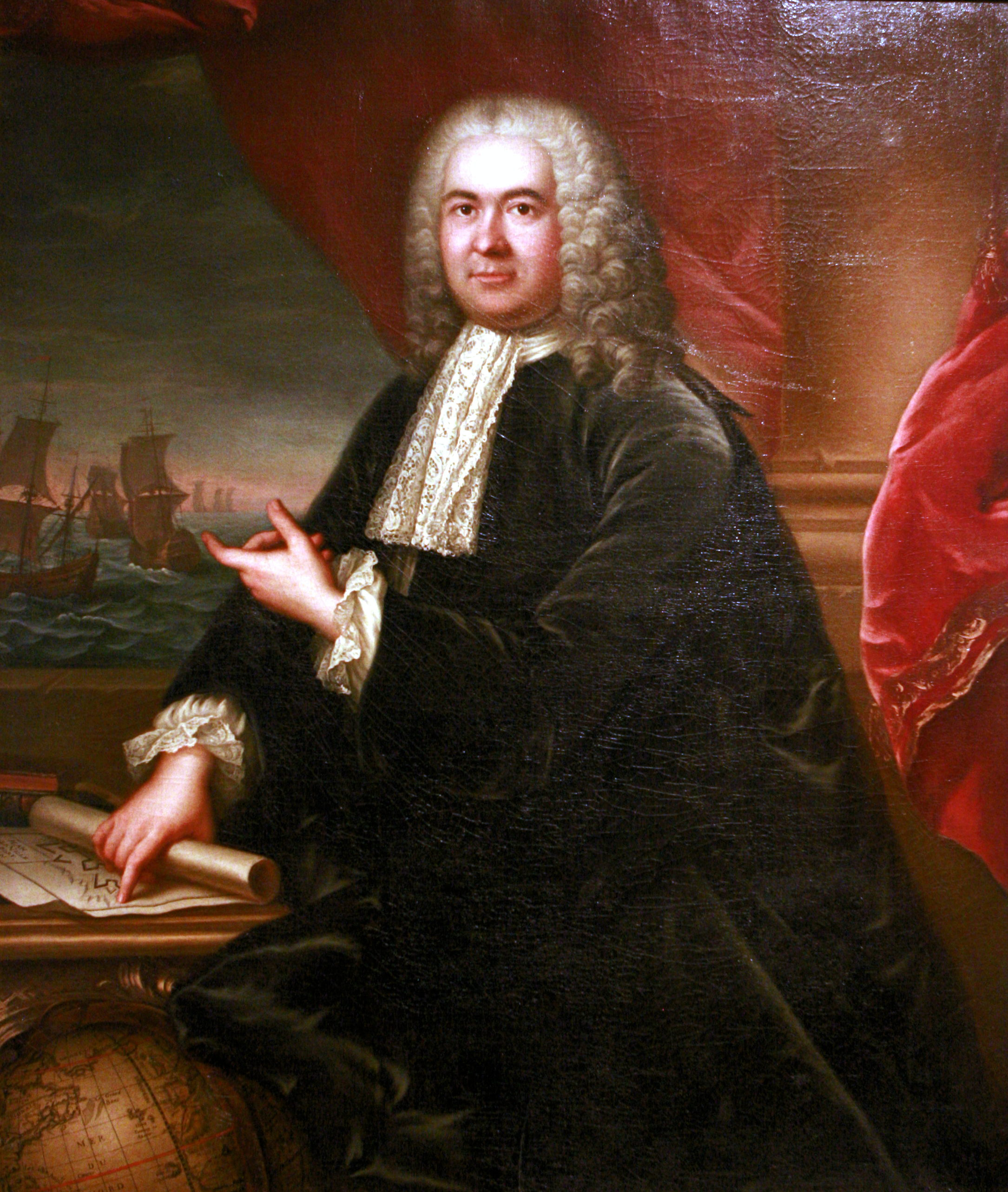
Portrait de Jacques Duval d'Eprémesnil, directeur de la Compagnie des Indes au port de Lorient, par Jean-Baptiste Lefebvre, 1738.

### La vie à bord des navires
Le musée présente ensuite la construction navale au port de Lorient et la vie des marins sur les navires de la Compagnie grâce à des maquettes, des outils de navigation, des instruments de chirurgie, des armes, des tableaux... Une salle évoque le naufrage du Prince de Conty, navire de la Compagnie des Indes échoué au large de la Bretagne en 1746, et dont l'épave a été fouillée par le DRASSM.

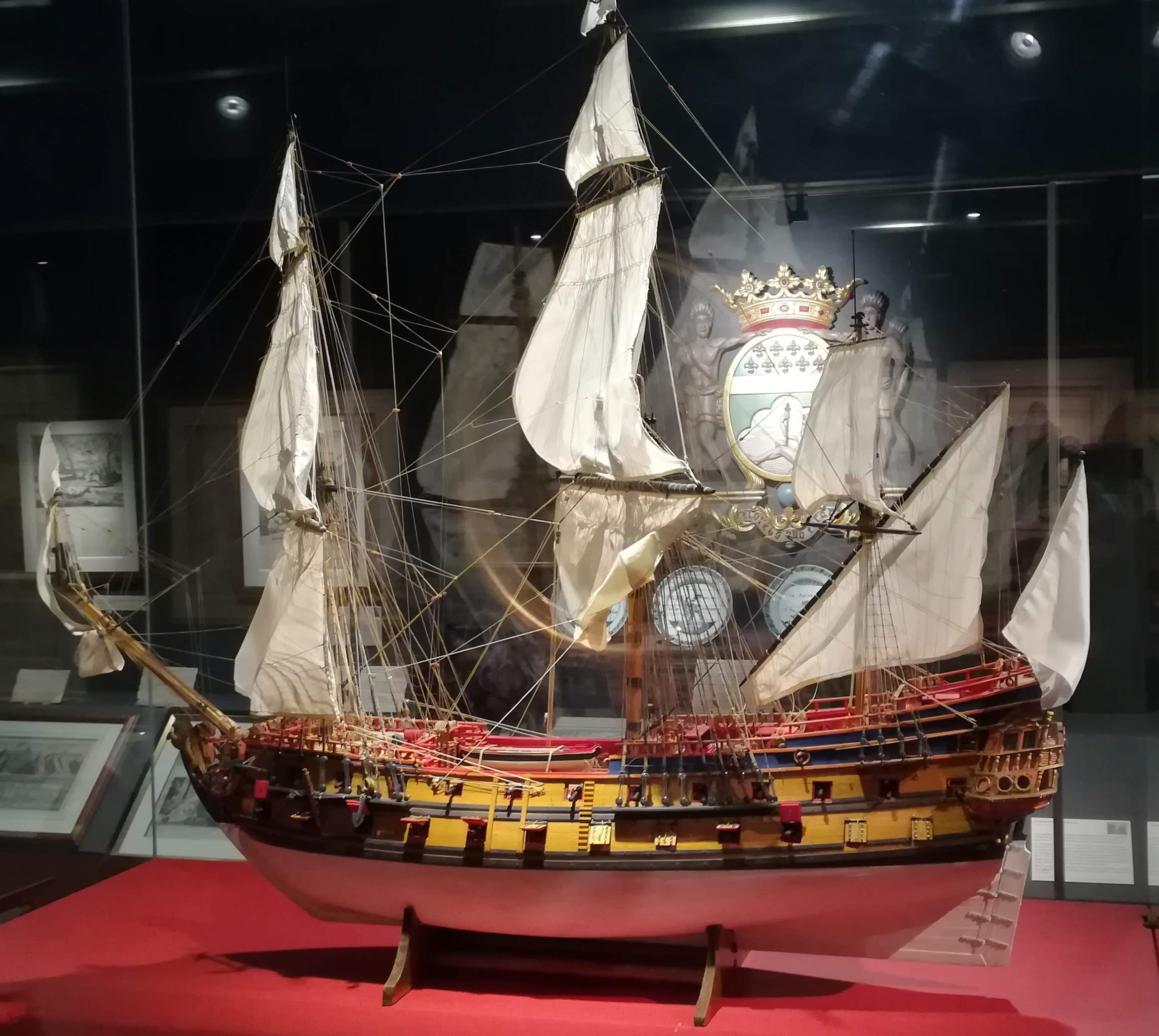
Maquette du vaisseau Le Soleil d'Orient.
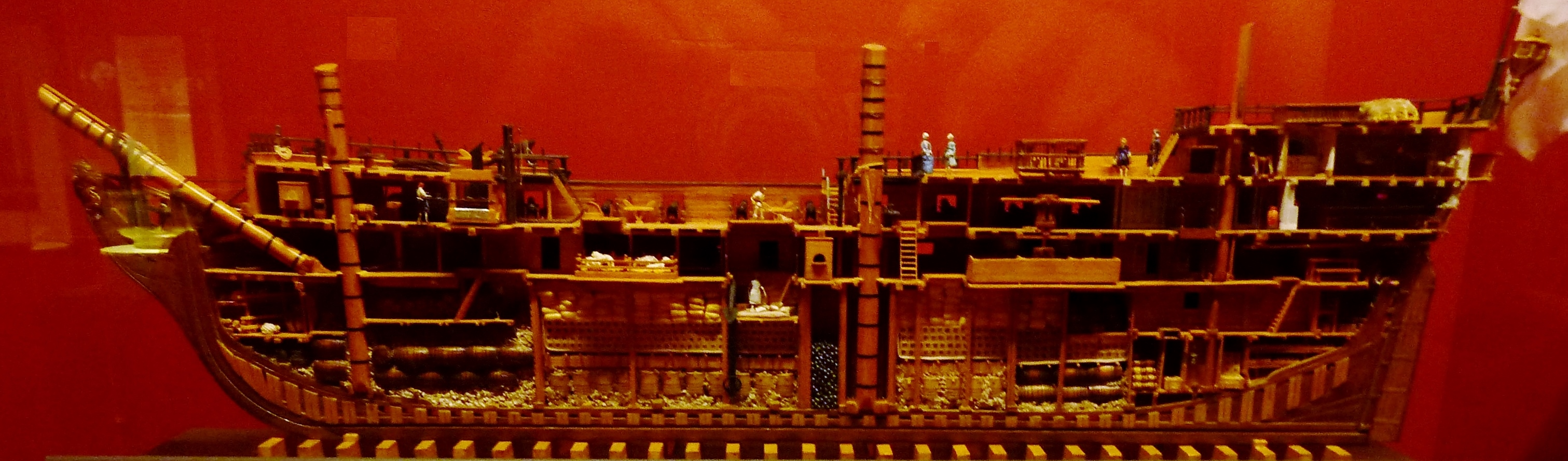
Plan d'un vaisseau de la Compagnie des Indes.
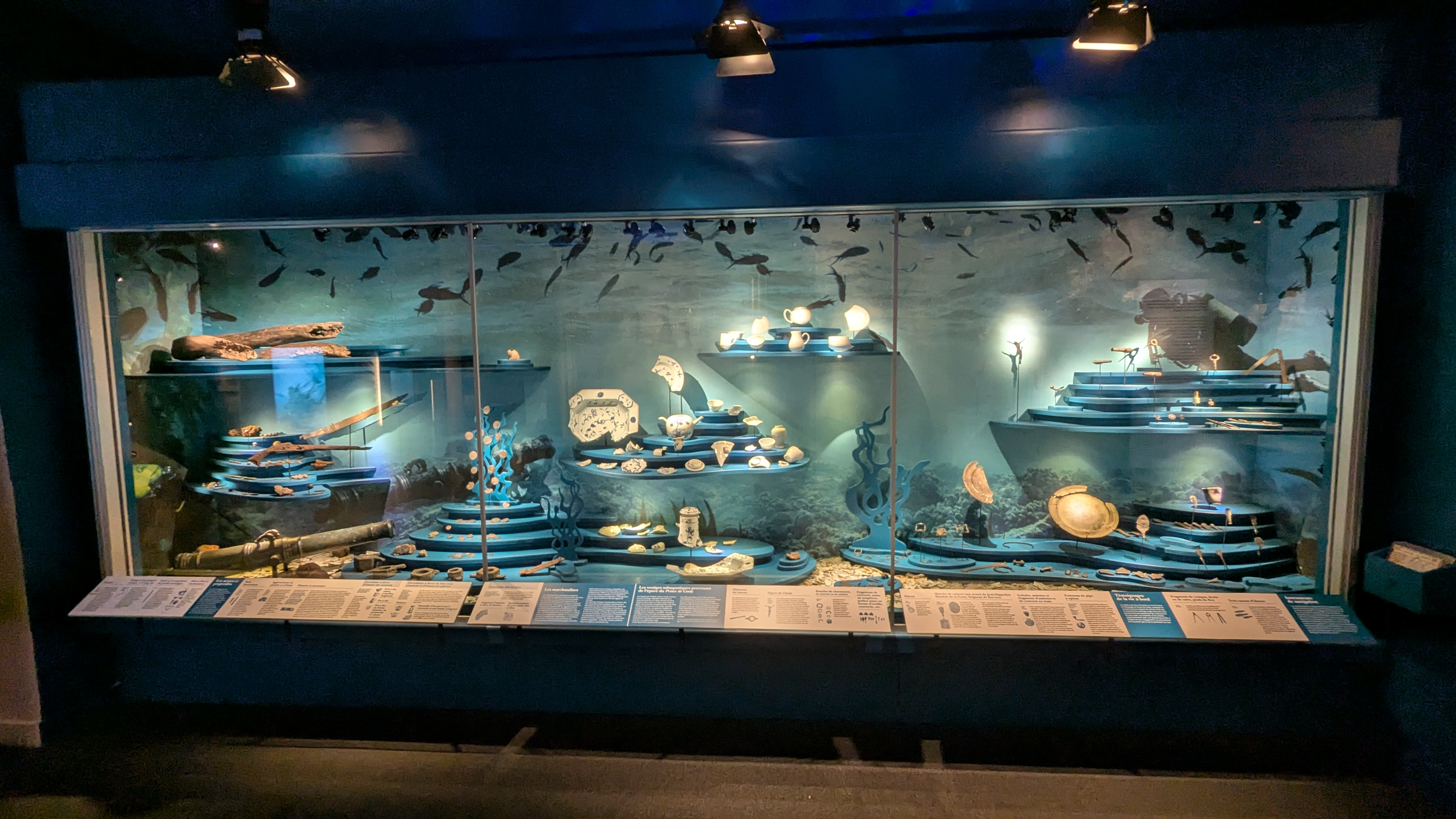
Vitrine consacrée à l'épave du Prince de Conty.

### L'Afrique et lesMascareignes
Cet espace évoque le rôle de la Compagnie des Indes dans les comptoirs d'Afrique, ainsi que sa participation active dans la traite. Le principal comptoir français en Afrique était Saint-Louis, au Sénégal. Plusieurs pièces présentent également le royaume du Dahomey, le royaume du Bénin ou l'empire Ashanti qui ont joué un rôle important dans le commerce avec les compagnies occidentales. La seconde salle de cet espace est consacrée à l'esclavage et la culture du café sur l'île Bourbon et l'île Royale, boisson consommée par l'aristocratie européenne du XVIIIe siècle dans des porcelaines chinoises importées par les compagnies des Indes. Une maquette présente une plantation de café.

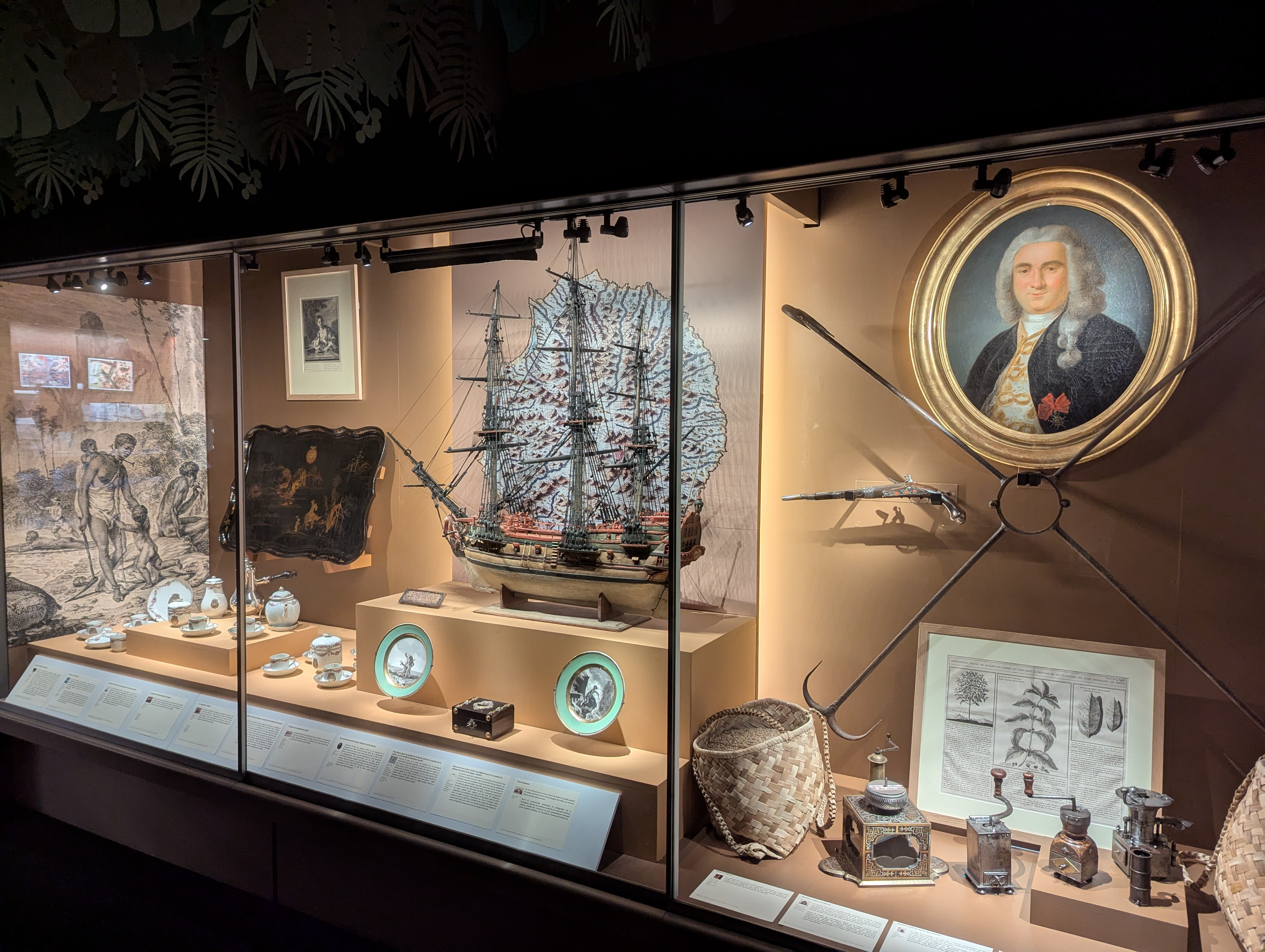
Vitrine consacrée à la culture et à la consommation du café au XVIIIe siècle.

### L'Inde

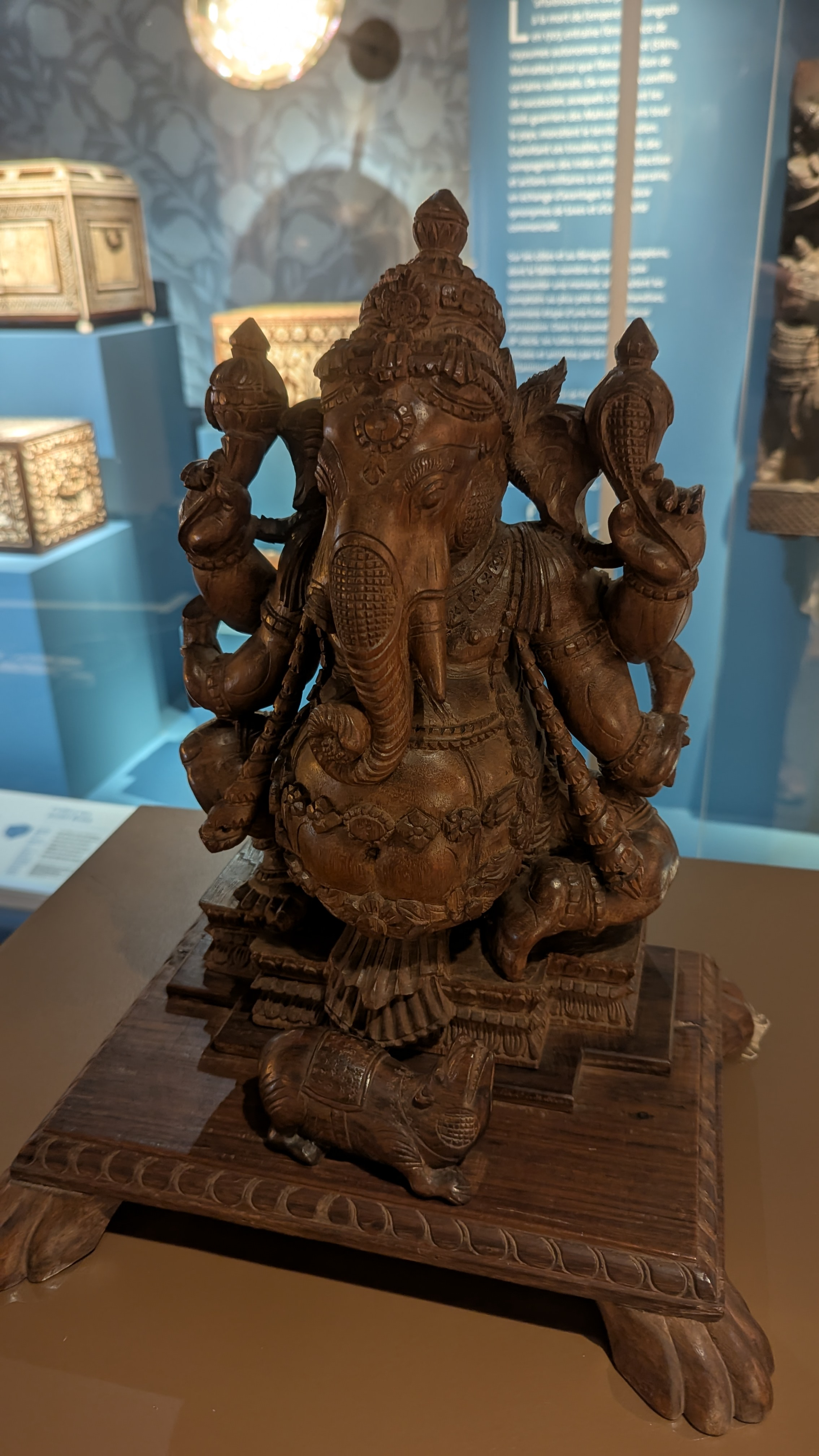
Statue du dieu hindou Ganesh, Inde, fin du XIXe siècle, bois, dépôt du musée du quai Branly - Jacques Chirac.

Le musée consacre un grand espace à l'Inde et au commerce entre les Européens et l'empire Moghol. Les Portugais sont les premiers Européens à s'implanter en Inde dans le cadre de l'Estado da India, évoqué dans le musée par divers objets indo-portugais (coffrets, statuettes chrétiennes en ivoire). Au XVIIe siècle, les grandes puissances maritimes européennes contestent le monopole portugais et implantent, à leur tour, des comptoirs sur les côtes de l'Inde. La Compagnie française des Indes orientales s'installe à Pondichéry à partir de 1673, où elle édifie une ville à l'occidentale évoquée dans le musée par des gravures et une sculpture de Joseph François Dupleix. Une period room reconstitue un intérieur français de Pondichéry, avec du mobilier colonial dont un lit à baldaquin ellipsoïdal fabriqué par un artisan indien. En Inde, les Occidentaux achètent de nombreux textiles (indiennes en coton, mousselines...) qui serviront, en Europe, à l'habillement et à l'ameublement. Le musée présente, en rotations, des palempores, de grandes pièces de coton imprimées en Inde et servant, en Europe, de couvre-lit ou d'ornement de boiseries dans les demeures aristocratiques.

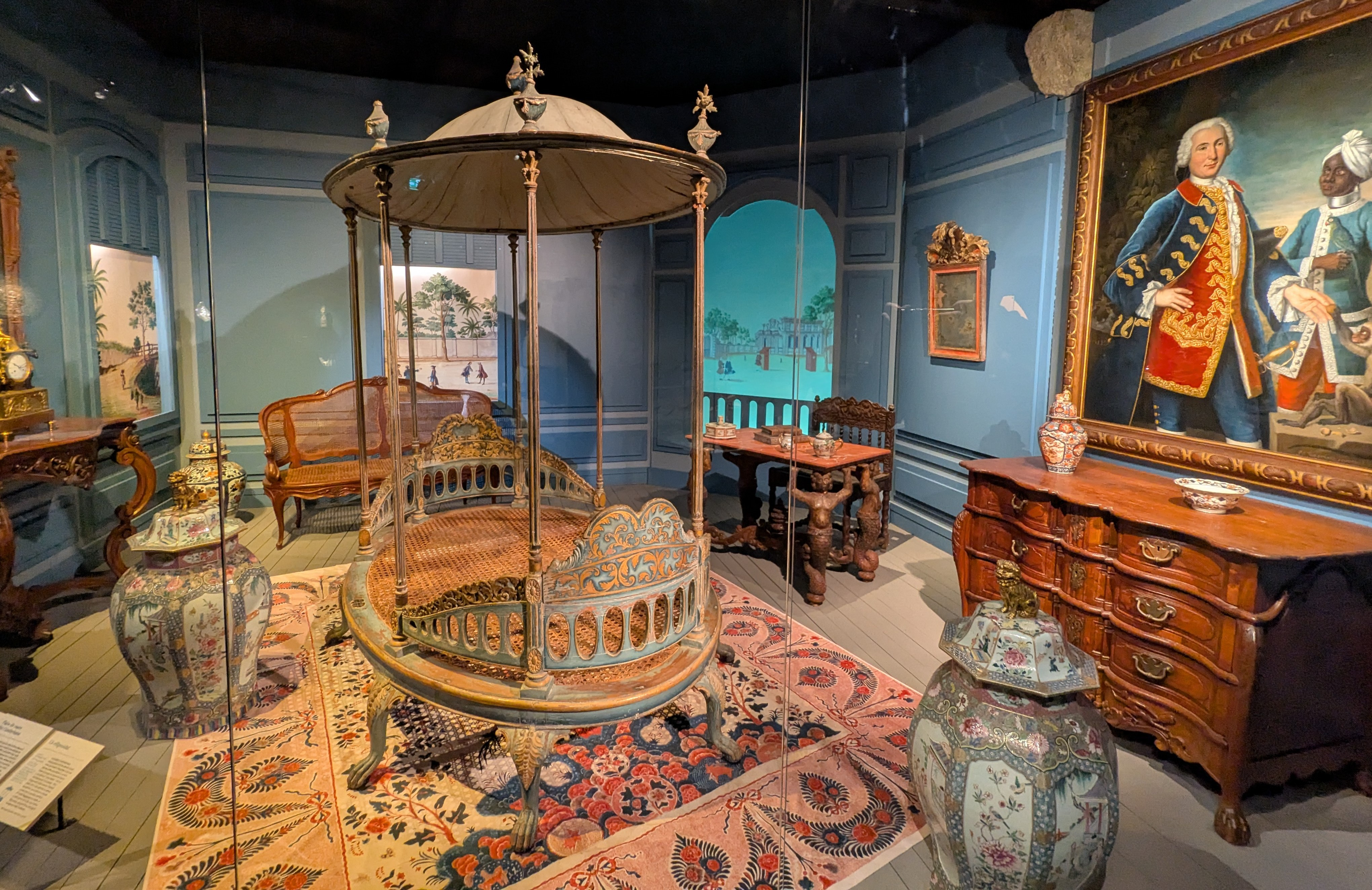
Period room reconstituant un intérieur colonial de Pondichéry.

### La Chine

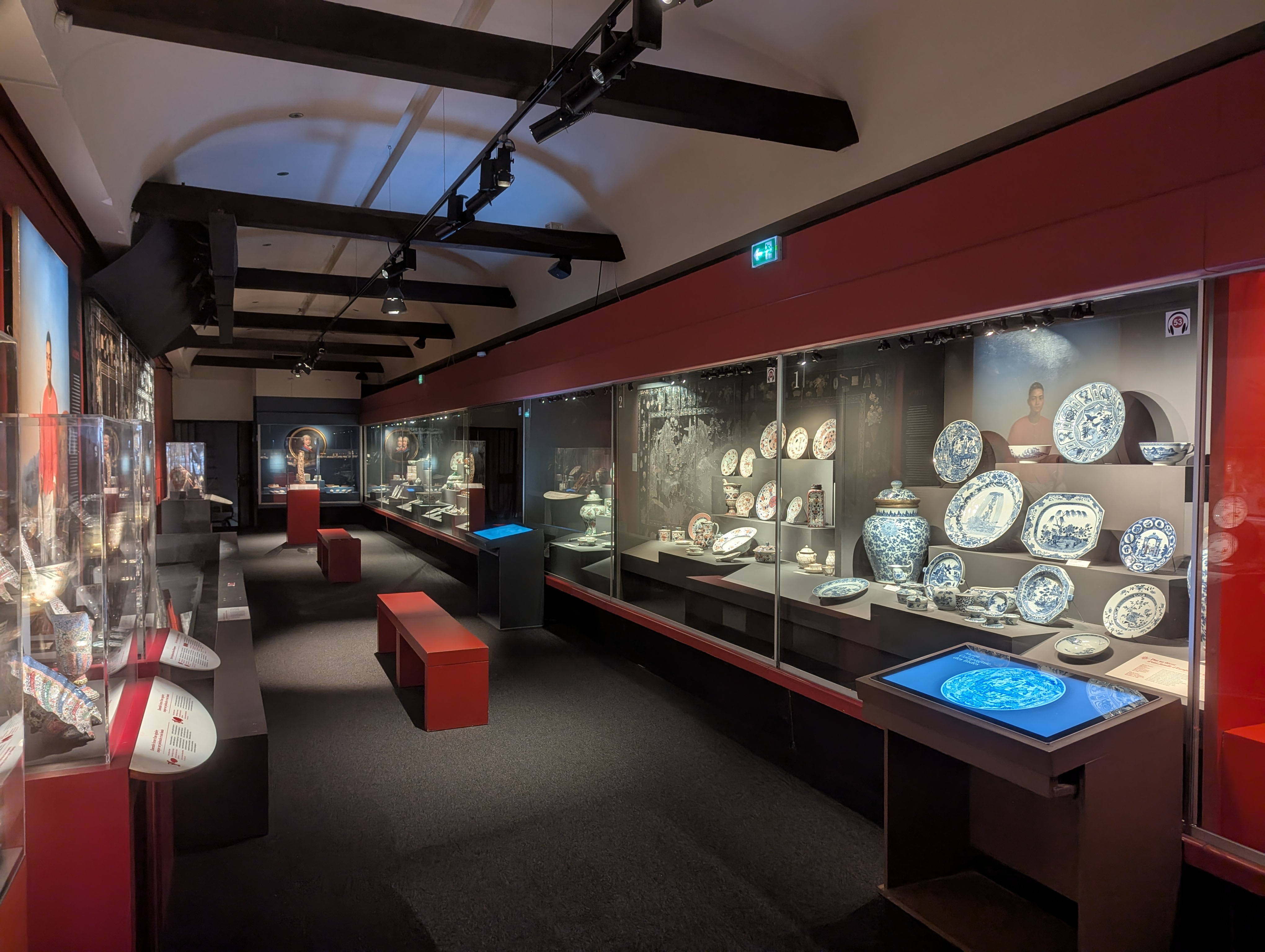
Galerie consacrée à la Chine.

Les compagnies de commerce européennes sont autorisées à commercer en Chine, au port de Canton à partir de 1715. Elles y acquièrent des porcelaines, des soieries, des éventails, des laques, des petites peintures sur miroirs (fixés sous verre), des figurines... Tous ces objets sont évoqués dans la dernière galerie du musée. Parmi les porcelaines exposées, le visiteur peut découvrir des "bleus et blancs", des pièces des familles roses et vertes, des Imari ou des porcelaines à armoiries occidentales. 

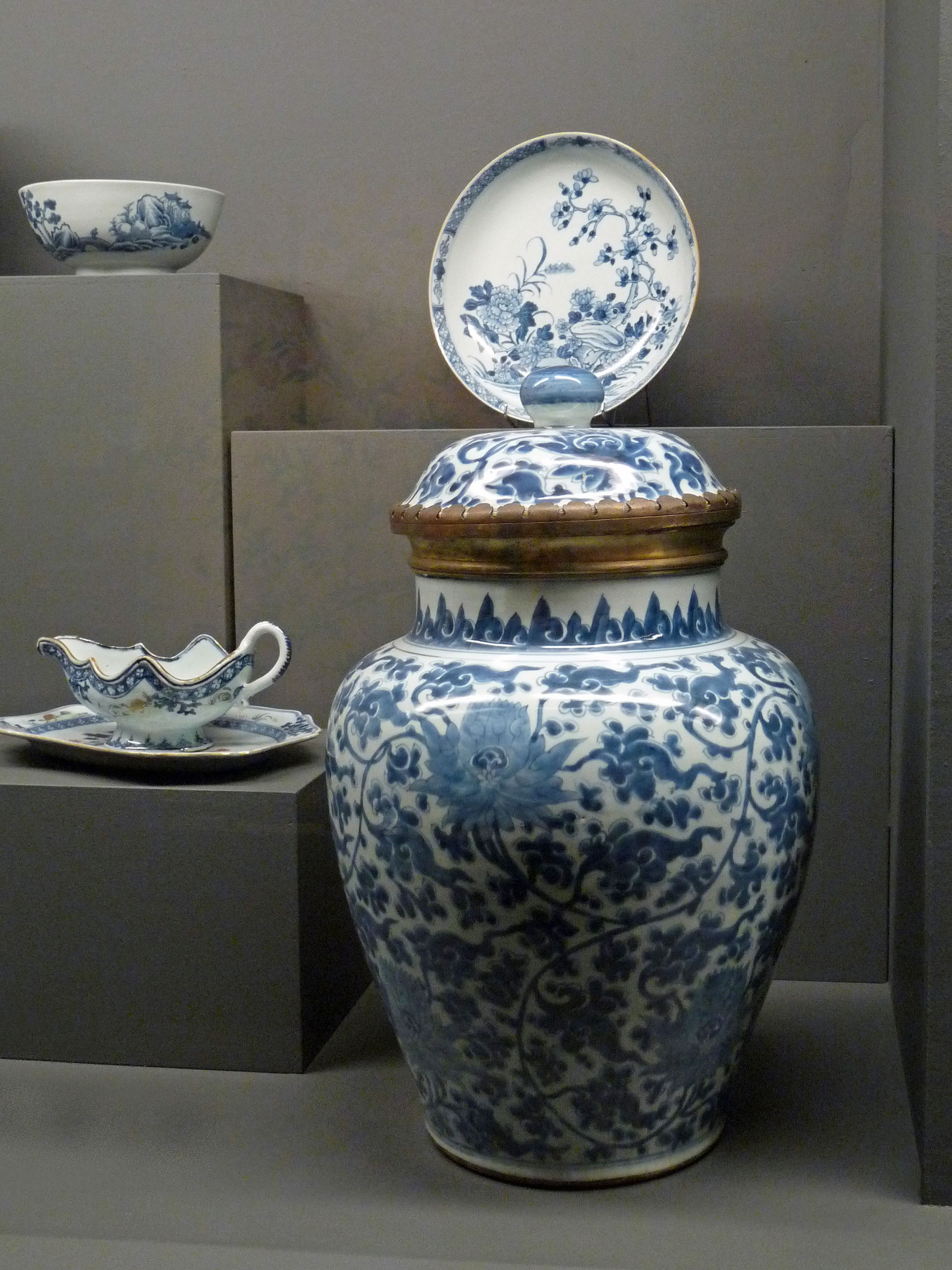
Porcelaines à décor bleu et blanc, Chine, XVIIIe siècle.
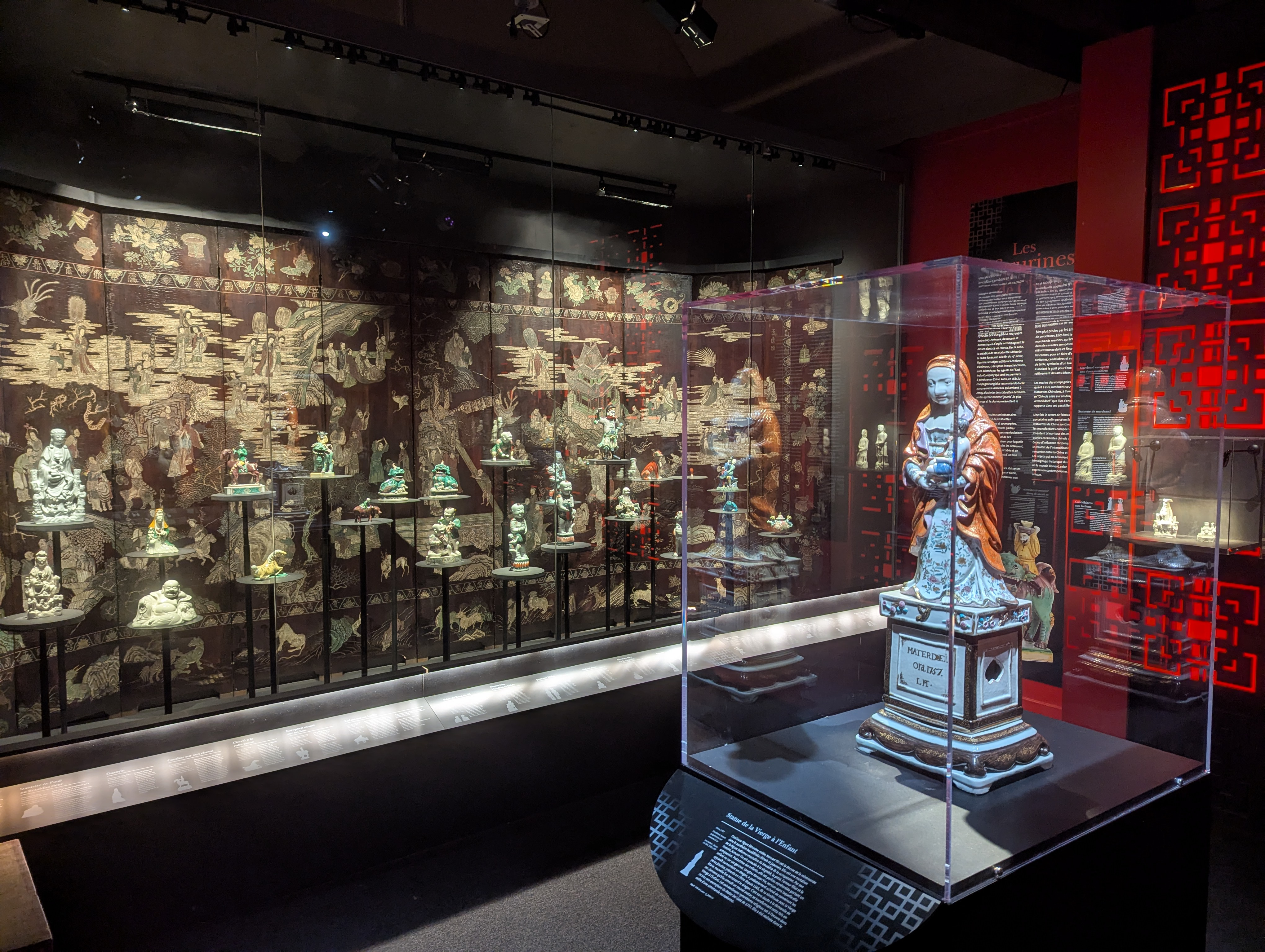
Salle consacrée aux figurines en porcelaine de Chine.
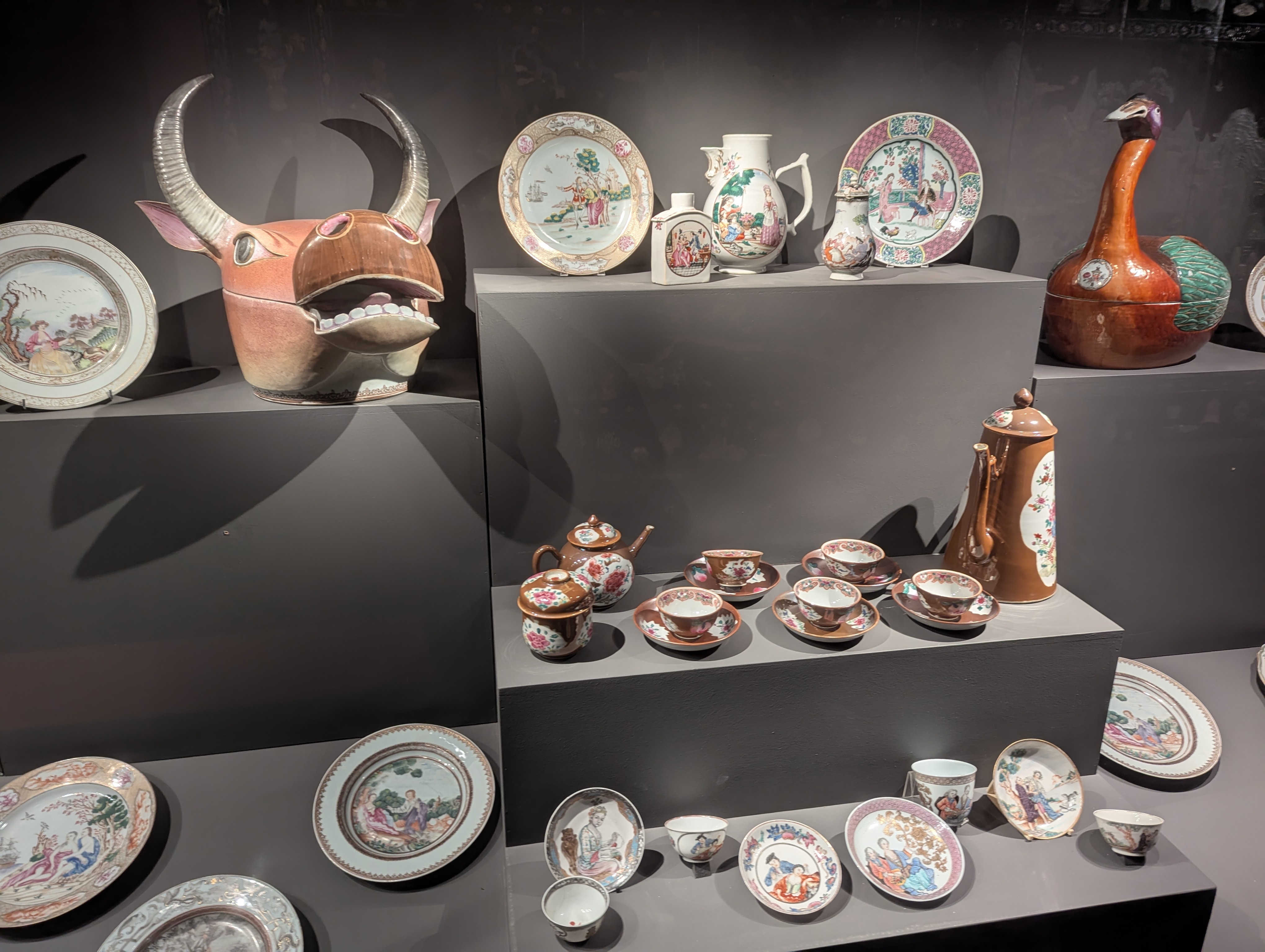
Vitrine consacrée aux porcelaines de la "famille rose".
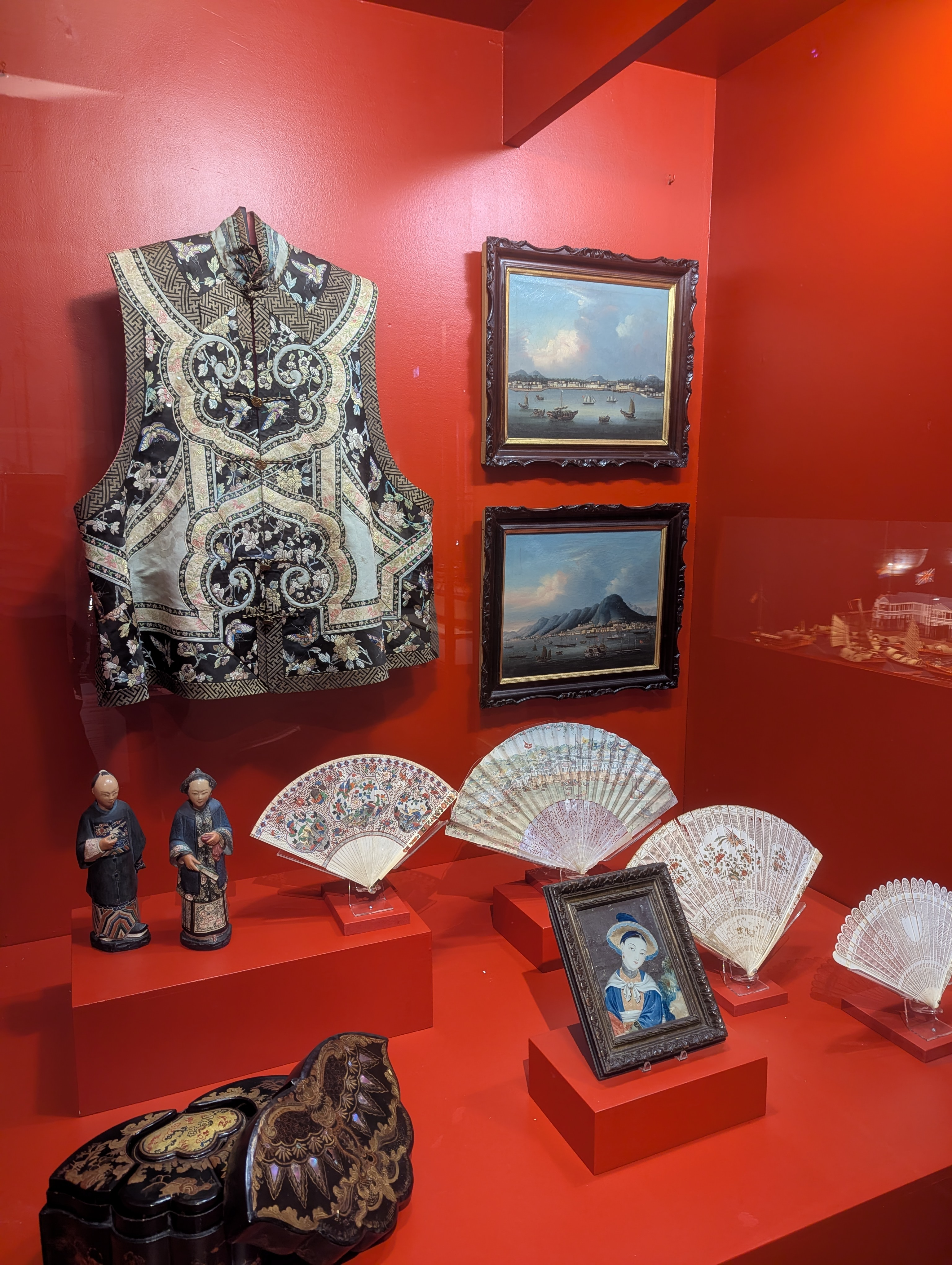
Vitrine consacrée au commerce à Canton.

### Le Japon
Les Portugais sont les premiers Occidentaux à découvrir le Japon en 1543. Tolérés dans un premier temps, ils s'y installent et exportent vers l'Europe des porcelaines et des laques Nanban, dont le musée conserve de superbes pièces. Pendant la période Momoyama, marquée par les guerres entre les clans japonais, les Portugais s'immiscent peu à peu dans les affaires politiques de l'archipel ; cette période trouble est évoquée dans le musée par une armure de samouraï et un sabre wakizashi. A partir de 1650, la politique du Sakoku interdit toute présence étrangère au Japon. Seul un vaisseau hollandais est autorisé à se rendre, une fois par an, sur l'îlot artificiel de Deshima, d'où il exporte des porcelaines et des laques japonais vers l'Europe. Dans cet espace, le musée évoque aussi le rôle de la VOC, Compagnie néerlandaise des Indes Orientales, en Asie de l'Est et du Sud-Est.

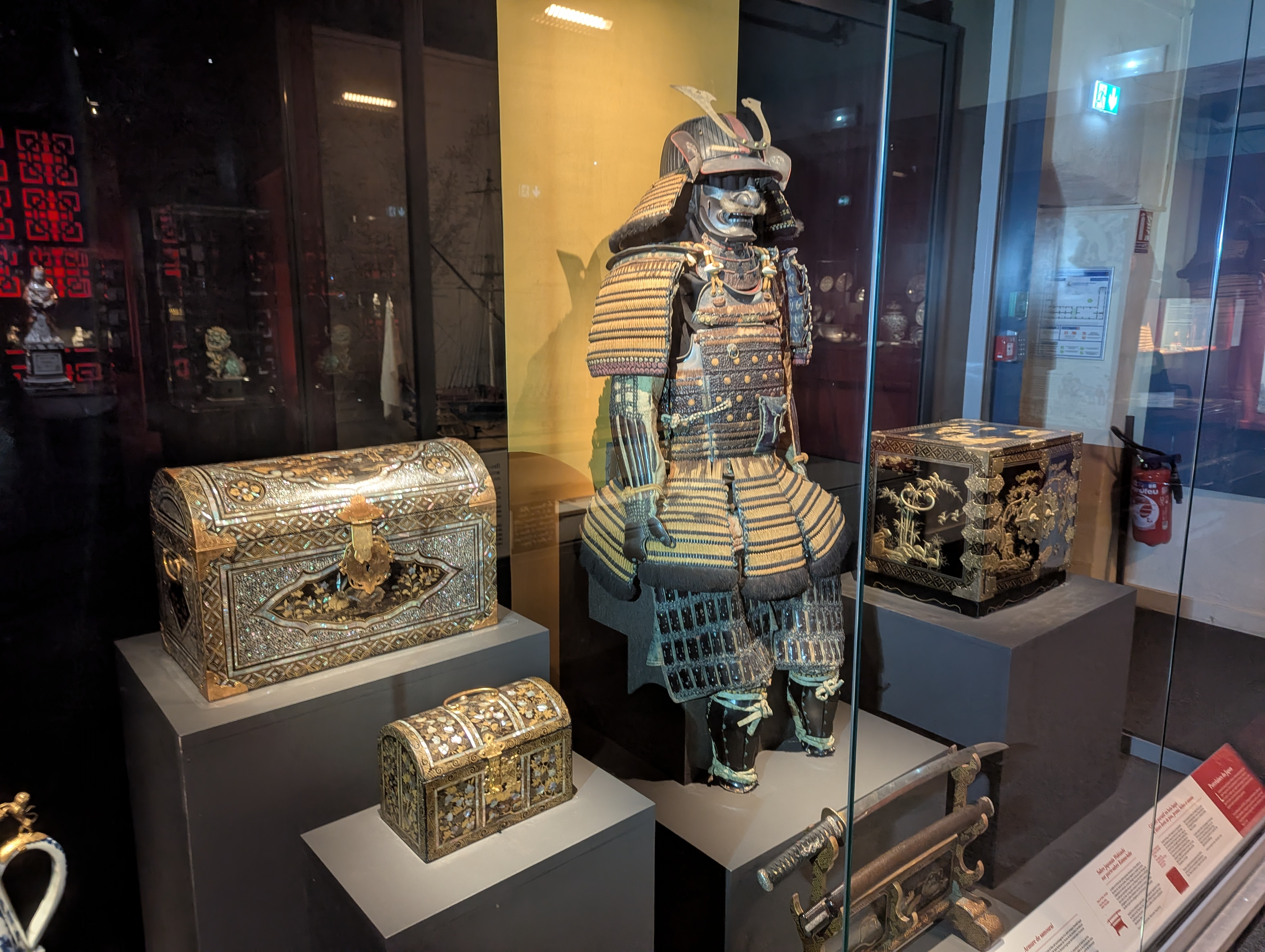
Vitrine consacrée au Japon.

## Expositions[6]
- 2006 : Comptoirs d'Afrique (exposition consacrée aux comptoirs occidentaux en Afrique aux XVIIe et XVIIIe siècles, à leurs relations avec les royaumes africains et à la traite)
- 2008 : La danse cosmique de l'Inde (photographies de Roland et Sabrina Michaud)
- 2009 : Féerie indienne (présentation d'indiennes en partenariat avec le musée de l'impression sur étoffes de Mulhouse)
- 2011 : De Lorient à L'Orient (exposition présentée au château de Blois pour les Rendez-vous de l'histoire)
- 2011 : Mémoires d'éléphant (l'éléphant dans les collections du musée)
- 2012 : Odyssée de l'Imari, porcelaines d'Asie (présentation de porcelaines Imari japonaises et chinoises)
- 2013 : Akhilesh, L'harmonie invisible du visible (exposition d'œuvres contemporaines du peintre indien Akhilesh à la galerie du Faouëdic de Lorient)
- 2013 : Ulysses, l'autre mer (exposition d'œuvres contemporaines de Muriel Bordier, Jean-Yves Brélivet, Balthasar Burkhard, Robert Gober et Sharon Kivland)
- 2014 : Le Musée de la Compagnie des Indes fête ses 30 ans (présentations de trente acquisitions, restaurations ou donations récentes)
- 2015 : De Lorient à L'Orient, Cités maritimes de Chine et de France sur la route maritime des Indes au XVIIIe siècle (exposition présentée au musée de Macao)
- 2015-2016 : Le Grand voyage des objets de Compagnie (présentation des acquisitions récentes du musée à l'Hôtel Gabriel)
- 2016 : Tromelin, l'île des esclaves oubliés (exposition en partenariat avec l'Inrap et le musée d'histoire de Nantes sur les naufragés de l'île Tromelin)
- 2017 : Rien que pour vos yeux (présentation des acquisitions récentes du musée)
- 2017 : L'Orient... les objets convoités (exposition d'art contemporain en partenariat avec l'EESAB)
- 2018 : Des animaux et des hommes, porcelaines de Chine d'exception (présentation de figurines en porcelaine chinoise)
- 2019 : Un brin de panache (présentation d'éventails de Chine exportés vers l'Europe par les compagnies des Indes)
- 2022 : Café, plaisir au goût d'amertume (exposition consacrée aux plantations de café de l'île de la Réunion et de l'île Maurice, ainsi qu'aux porcelaines chinoises servant à la consommation du café)
- 2023 : La générosité s'expose (présentation des acquisitions récentes du musée, notamment les œuvres acquises grâces aux dons et legs)
- 2024 : Fortune et infortunes, L'escadre de Chine et le naufrage du Prince de Conty (présentation d'un ensemble de pièces archéologiques découvertes sur l'épave du Prince de Conty, navire de la Compagnie des Indes naufragé au large de Belle-Île-en-mer en 1746, en partenariat avec le DRASSM)
- 2025 : Florence Corbi - Céramique contemporaine
- 2025 : De la carpe aux Merlus, nouveaux trésors et regards d'aujourd'hui (présentation des acquisitions récentes en dialogue avec le Football Club de Lorient)